# Carsten Dethlefsen
Carsten Dethlefsen (født 18. januar 1969) er en dansk tidligere fodboldspiller.

## Klubkarriere
Han blev i april 1992 hentet til OB af dæværende træner Roald Poulsen. Her spillede han indtil maj 1998, hvor kontrakten med fynboerne blev ophævet. Dethlefsen skiftede derefter til Viborg FF, hvor han nåede at spille 22 kampe i Superligaen, inden skader satte en stopper for karrieren.

## Landsholdskarriere
I 1994 fik han sin eneste landskamp, da han som spiller nummer 636 debuterede på det danske a-landshold. Det var i en kamp mod England på Wembley Stadium.